# Wilmo Francioni
Wilmo Francioni (Empoli, 8 november 1948) is een voormalig Italiaans wielrenner. Hij was van profrenner van 1969 tot en met 1978. Hij reed tijdens zijn carrière uitsluitend voor Italiaanse wielerteams. Zijn mooiste prestatie is ongetwijfeld een 2de plaats in Milaan-San Remo van 1973. Verder kon hij in de Giro d'Italia, zowel in 1972 als in 1977, telkens 2 etappes winnen.

## Belangrijkste overwinningen
1971
- Trofeo Matteotti

1972
- GP Cecina
- Trofeo Laigueglia

1974
- Altopascio
- Coppa Sabatini
- Pordenone

1977
- Biscolla di Montrcatini
- 12e etappe Giro d'Italia
- 20e etappe Giro d'Italia
- Trofeo Matteotti

## Resultaten in voornaamste wedstrijden
| Jaar | Ronde van Italië | Ronde van Frankrijk | Ronde van Spanje |
| ---- | ---------------- | ------------------- | ---------------- |
| 1970 | 74e              |                     |                  |
| 1971 | 64e              | 64e                 |                  |
| 1972 | 66e (2)          |                     |                  |
| 1973 | opgave           |                     |                  |
| 1974 | 66e              |                     |                  |
| 1975 | 63e              |                     | 47e              |
| 1976 | 43e              |                     |                  |
| 1977 | 10e (2)          |                     | 36e              |

| Jaar | Milaan-San Remo | Gent-Wevelgem |  | WK op de weg |  | Wereldranglijsten |
| ---- | --------------- | ------------- |  | ------------ |  | ----------------- |
| 1970 |                 |               |  |              |  |                   |
| 1971 |                 |               |  | 31e          |  |                   |
| 1972 |                 | 110e          |  |              |  |                   |
| 1973 | Zilver          |               |  |              |  | 20e (SPP)         |
| 1974 | 26e             |               |  |              |  |                   |
| 1975 | 39e             |               |  |              |  |                   |
| 1976 |                 |               |  |              |  |                   |
| 1977 | 73e             |               |  |              |  |                   |